# Stephen Abas
Stephen Abas (Santa Ana (California), Estados Unidos, 12 de enero de 1978) es un deportista estadounidense especialista en lucha libre olímpica donde llegó a ser subcampeón olímpico en Atenas 2004.

## Carrera deportiva
En los Juegos Olímpicos de 2004 celebrados en Atenas ganó la medalla de plata en lucha libre olímpica de pesos de hasta 55 kg, tras el luchador ruso Mavlet Batirov (oro) y por delante del japonés Chikara Tanabe (bronce).